# Ferrocarril Adís Abeba-Yibuti

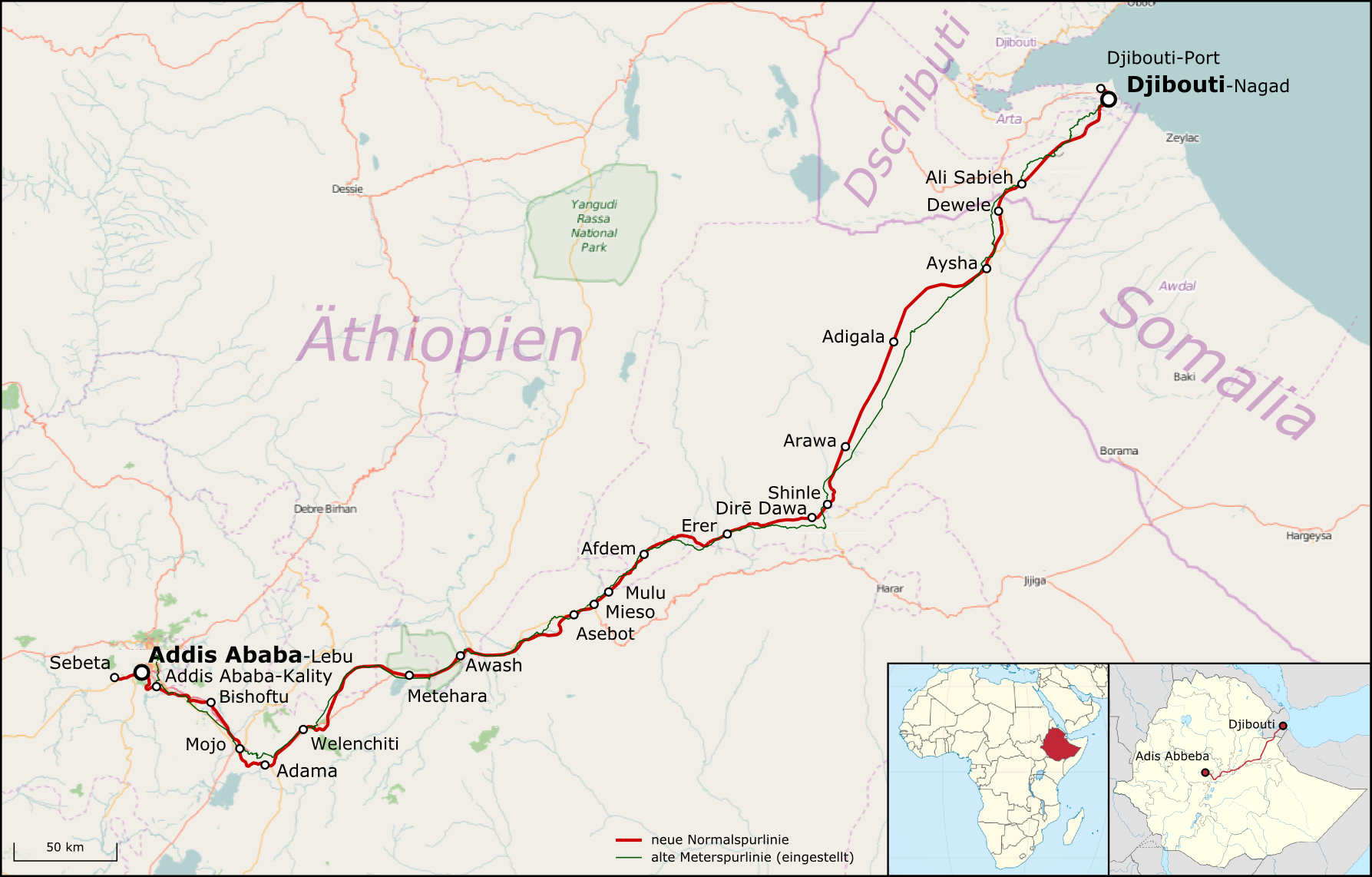
Comparación de ambas líneas ferroviarias
Vieja Ruta del ferrocarril
Nueva Ruta del ferrocarril (2016)

El ferrocarril Adís Abeba-Yibuti es un ferrocarril internacional electrificado que se inauguró en octubre de 2016 en el Cuerno de África. El ferrocarril de ancho de vía estándar internacional une Adís Abeba, capital de Etiopía, con el puerto de Yibuti en el golfo de Adén, proporcionando acceso ferroviario al mar a Etiopía. Más del 95% del comercio de Etiopía pasa por Yibuti, representando el 70% de la actividad en el puerto de Yibuti. El ferrocarril de ancho estándar sustituye al antiguo ferrocarril de vía métrica de Adís Abeba a Yibuti construido por los franceses entre 1894 y 1917 y abandonado en 2006.
El ferrocarril cuenta con una velocidad diseñada de 120 kilómetros por hora. Fue construido por el Grupo de Ferrocarriles de China y la Corporación de Construcción de Ingeniería Civil de China con una inversión total de 4.000 millones de dólares.
El ferrocarril es el primero que se construye utilizando series completas de equipo y estándares chinos fuera de China. Además, es el segundo ferrocarril transnacional construido por China en África, después del ferrocarril TAZARA, construido en la década de 1970, que comunica Dar es Salaam en Tanzania con Kapiri Mposhi en Zambia.
Se espera que el nuevo ferrocarril reduzca el tiempo de viaje de siete días por carretera a unas diez horas y dé a Etiopía, país sin salidas al mar, un acceso más rápido al puerto de Yibuti. También se prevé que impulse el desarrollo industrial a lo largo de su ruta.

## Ruta
Durante la mayor parte de su longitud, el ferrocarril corre paralelo al antiguo ferrocarril de Etiopía-Yibuti. Sin embargo, el ferrocarril de ancho estándar está construido sobre un trazado nuevo y recto que permite velocidades mucho más altas. Se han construido nuevas estaciones fuera de los centros urbanos, y las antiguas estaciones han sido desmanteladas.
La línea es de doble vía para los primeros 115 km de Sebeta a Adama, y vía única de Adama al mar. 
El ferrocarril comienza en Sebeta (2.356 metros sobre el nivel del mar), en las afueras de Adís Abeba. La capital de Etiopía es servida por dos estaciones ubicadas en las afueras de la ciudad, en Furi-Labú y Kaliti. Los pasajeros se pueden transferir desde Kaliti al Tren Ligero de Adís Abeba, que da acceso al centro de la ciudad.
Saliendo de la capital de Etiopía, la línea bordea el monte Furi en una amplia curva antes de girar hacia el este. En Bishoftu, atraviesa por primera vez la Autopista Addis Ababa-Adama. La línea sigue al sureste junto a la autopista hasta llegar a Adama, donde gira hacia el noreste en dirección a Dire Dawa. En Awash, hay un cruce con el ferrocarril Mekele-Awash, que está en construcción desde 2016.
Después de pasar Dire Dawa, el ferrocarril se dirige directamente a Yibuti. Cruzando la frontera entre Dewele y Ali Sabieh, llega a la terminal de pasajeros de la ciudad de Yibuti en la estación ferroviaria de Nagad, cerca del Aeropuerto Internacional de Yibuti-Ambouli. Los trenes de mercancías siguen al Puerto de Doraleh con energía diesel.